# Zezinha Pereira
Maria José Pereira (Lisboa, 30 de Julho de 1956), com o nome artístico de Zezinha Pereira, foi a mais jovem cançonetista da sua época. A sua estreia aconteceu em 1961, quando tinha 5 anos, começando por participar em espectáculos e gravando, um ano depois, o seu primeiro disco. É neta da cantora [Maria Pereira.

## Autores cantados (em disco) por Zezinha Pereira
- A. Galvão Lucas, Amadeu Meireles, António Melo, António Sousa Freitas, Carlos Canelhas,Eduardo Loureiro, Ferrer Trindade, Frederico de Brito, Hernâni Correia, Jaime Santos, João Nobre, Manuel Viegas, Rezende Dias, Santos Rosa, Silva Tavares

## Orquestras e Conjuntos que gravaram com Zezinha Pereira
- Orquestra e Coros dir. por António Melo
- Orquestra e Coros dir. por Ferrer Trindade
- Orquestra e Coros dir. por Tavares Belo
- Orquestra dir. por Joaquim Luís Gomes
- Conjunto Santos Rosa com Coros,
- Conjunto Shegundo Galarza e seus Violinos,
- Jaime Santos [guitarra] e Francisco Peres (Paquito) [viola].

## Editora
- Alvorada (Fábrica Portuguesa de Discos da Rádio Triunfo)

- - Noite de Natal / Fado Zézinha / Os Conselhos da Mamã / A Minha Boneca - ALVORADA - AEP 60 608
  - Sonho de Estrelas / Jogo dos Beijos / O Twist do Tareco / Lição de Hully-Gully - ALVORADA - AEP 60 770
  - Estudar e Brincar / A Formiguinha / História de um Amigo / Avózinha